# Loisthostomata
Loisthostomata es un género de foraminífero bentónico de la familia Heterolepidae, de la superfamilia Chilostomelloidea, del suborden Rotaliina y del orden Rotaliida. Su especie tipo es Loisthostomata exiguum. Su rango cronoestratigráfico abarca el Priaboniense (Eoceno superior).

## Clasificación
Loisthostomata incluye a las siguientes especies:
- Loisthostomata exiguum †
- Loisthostomata ilbarritzensis †